# Championnat des Amériques féminin de basket-ball des moins de 16 ans 2019
Navigation
Argentine 2017 Mexique 2021
Le championnat des Amériques féminin de basket-ball des moins de 16 ans 2019 se déroule à Puerto Aysén au Chili du 16 au 22 juin 2019. Il s'agit de la sixième édition de la compétition, instaurée en 2009.

## Équipes participantes

### Qualifications
8 équipes, issues des différentes zones de qualification du Championnat des Amériques U16, sont qualifiées pour cette compétition.
| Mode de qualification                                                                  | Places | Nations qualifiées          |
| -------------------------------------------------------------------------------------- | ------ | --------------------------- |
| Hôte du championnat des Amériques U16 2019                                             | 1      | Chili                       |
| Qualifications Championnat des Amériques U16 2019 (Zone Amérique du Nord)              | 2      | Canada États-Unis           |
| Qualifications Championnat des Amériques U16 2019 (Zone Amérique centrale et Caraïbes) | 3      | Mexique Porto Rico Salvador |
| Qualifications Championnat des Amériques U16 2019 (Zone Amérique du Sud)               | 2      | Équateur Brésil             |

## Rencontres

### Premier tour

#### Groupe A
| Rang | Équipe     | Pts | J | G | P | Pp  | Pc  | Diff |  | Résultats (dom.\ext.) |   |       |       |       |
| ---- | ---------- | --- | - | - | - | --- | --- | ---- |  | --------------------- | - | ----- | ----- | ----- |
| 1    | Canada     | 6   | 3 | 3 | 0 | 240 | 112 | 128  |  | Canada                |   | 83-40 | 79-33 | 78-39 |
| 2    | Porto Rico | 4   | 3 | 1 | 2 | 149 | 184 | -35  |  | Porto Rico            | - |       | 52-39 | 57-62 |
| 3    | Équateur   | 4   | 3 | 1 | 2 | 143 | 186 | -43  |  | Équateur              | - | -     |       | 71-55 |
| 4    | Brésil     | 4   | 3 | 1 | 2 | 156 | 206 | -50  |  | Brésil                | - | -     | -     |       |

#### Groupe B
| Rang | Équipe     | Pts | J | G | P | Pp  | Pc  | Diff |  | Résultats (dom.\ext.) |   |        |       |        |
| ---- | ---------- | --- | - | - | - | --- | --- | ---- |  | --------------------- | - | ------ | ----- | ------ |
| 1    | États-Unis | 6   | 3 | 3 | 0 | 321 | 96  | 225  |  | États-Unis            |   | 109-44 | 98-33 | 114-19 |
| 2    | Chili      | 5   | 3 | 2 | 1 | 168 | 189 | -21  |  | Chili                 | - |        | 61-34 | 63-46  |
| 3    | Mexique    | 4   | 3 | 1 | 2 | 140 | 184 | -44  |  | Mexique               | - | -      |       | 73-25  |
| 4    | Salvador   | 3   | 3 | 0 | 3 | 90  | 250 | -160 |  | Salvador              | - | -      | -     |        |

### Tableau final
|  | Quarts de finale | Quarts de finale | Quarts de finale | Quarts de finale |            |            | Demi-finales | Demi-finales | Demi-finales                  | Demi-finales                  |                               |                               | Finale       | Finale       | Finale       | Finale       |
|  |                  |                  |                  |                  |            |            |              |              |                               |                               |                               |                               |              |              |              |              |
|  | 20 juin 2019     | 20 juin 2019     | 20 juin 2019     | 20 juin 2019     |            |            | 21 juin 2019 | 21 juin 2019 | 21 juin 2019                  | 21 juin 2019                  |                               |                               | 22 juin 2019 | 22 juin 2019 | 22 juin 2019 | 22 juin 2019 |
|  | 20 juin 2019     | 20 juin 2019     | 20 juin 2019     | 20 juin 2019     |            |            | 21 juin 2019 | 21 juin 2019 | 21 juin 2019                  | 21 juin 2019                  |                               |                               | 22 juin 2019 | 22 juin 2019 | 22 juin 2019 | 22 juin 2019 |
|  | A1               | Canada           | 61               | 61               |            |            | 21 juin 2019 | 21 juin 2019 | 21 juin 2019                  | 21 juin 2019                  |                               |                               | 22 juin 2019 | 22 juin 2019 | 22 juin 2019 | 22 juin 2019 |
|  | A1               | Canada           | 61               | 61               |            |            | 21 juin 2019 | 21 juin 2019 | 21 juin 2019                  | 21 juin 2019                  |                               |                               | 22 juin 2019 | 22 juin 2019 | 22 juin 2019 | 22 juin 2019 |
|  | B4               | Salvador         | 15               | 15               |            |            | 21 juin 2019 | 21 juin 2019 | 21 juin 2019                  | 21 juin 2019                  |                               |                               | 22 juin 2019 | 22 juin 2019 | 22 juin 2019 | 22 juin 2019 |
|  | B4               | Salvador         | 15               | 15               | Canada     | Canada     | 50           | 50           |                               |                               |                               |                               | 22 juin 2019 | 22 juin 2019 | 22 juin 2019 | 22 juin 2019 |
|  | 20 juin 2019     |                  |                  |                  | Canada     | Canada     | 50           | 50           |                               |                               |                               |                               | 22 juin 2019 | 22 juin 2019 | 22 juin 2019 | 22 juin 2019 |
|  |                  |                  | Chili            | Chili            | 38         | 38         |              |              |                               |                               |                               |                               | 22 juin 2019 | 22 juin 2019 | 22 juin 2019 | 22 juin 2019 |
|  | B2               | Chili            | Chili            | Chili            | 38         | 38         | 56           | 56           |                               |                               |                               |                               | 22 juin 2019 | 22 juin 2019 | 22 juin 2019 | 22 juin 2019 |
|  | B2               | Chili            | 21 juin 2019     |                  |            |            | 56           | 56           |                               |                               |                               |                               | 22 juin 2019 | 22 juin 2019 | 22 juin 2019 | 22 juin 2019 |
|  | A3               | Équateur         | 43               | 43               |            |            |              |              |                               |                               |                               |                               | 22 juin 2019 | 22 juin 2019 | 22 juin 2019 | 22 juin 2019 |
|  | A3               | Équateur         | 43               | 43               | Canada     | Canada     | 37           | 37           |                               |                               |                               |                               |              |              |              |              |
|  | 20 juin 2019     |                  |                  |                  | Canada     | Canada     | 37           | 37           |                               |                               |                               |                               |              |              |              |              |
|  |                  |                  | États-Unis       | États-Unis       | 87         | 87         |              |              |                               |                               |                               |                               |              |              |              |              |
|  | A2               | Porto Rico       | États-Unis       | États-Unis       | 87         | 87         | 50           | 50           |                               |                               |                               |                               |              |              |              |              |
|  | A2               | Porto Rico       |                  |                  |            |            |              |              |                               |                               |                               |                               |              |              |              |              |
|  | B3               | Mexique          | 48               | 48               |            |            |              |              |                               |                               |                               |                               |              |              |              |              |
|  | B3               | Mexique          | 48               | 48               | Porto Rico | Porto Rico | 30           | 30           | Match pour la troisième place | Match pour la troisième place | Match pour la troisième place | Match pour la troisième place |              |              |              |              |
|  | 20 juin 2019     |                  |                  |                  | Porto Rico | Porto Rico | 30           | 30           | Match pour la troisième place | Match pour la troisième place | Match pour la troisième place | Match pour la troisième place |              |              |              |              |
|  |                  |                  | États-Unis       | États-Unis       | 103        | 103        |              |              | 22 juin 2019                  | 22 juin 2019                  | 22 juin 2019                  | 22 juin 2019                  |              |              |              |              |
|  | B1               | États-Unis       | États-Unis       | États-Unis       | 103        | 103        | 107          | 107          | 22 juin 2019                  | 22 juin 2019                  | 22 juin 2019                  | 22 juin 2019                  |              |              |              |              |
|  | B1               | États-Unis       |                  |                  |            |            |              | 107          |                               |                               | Chili                         | Chili                         | 59           | 59           |              |              |
|  | A4               | Brésil           | 32               | 32               |            |            |              |              |                               |                               | Chili                         | Chili                         | 59           | 59           |              |              |
|  | A4               | Brésil           | 32               | 32               | Porto Rico | Porto Rico | 49           | 49           |                               |                               |                               |                               |              |              |              |              |
|  |                  |                  |                  |                  |            |            |              |              |                               |                               |                               |                               |              |              |              |              |

### Matches de classement

#### Matches pour la5eplace
|  | Tour de classement 5e - 8e | Tour de classement 5e - 8e | Tour de classement 5e - 8e | Tour de classement 5e - 8e |                        |          | Match pour la 5e place | Match pour la 5e place | Match pour la 5e place | Match pour la 5e place |
|  |                            |                            |                            |                            |                        |          |                        |                        |                        |                        |
|  | 21 juin 2019               | 21 juin 2019               | 21 juin 2019               | 21 juin 2019               |                        |          | 22 juin 2019           | 22 juin 2019           | 22 juin 2019           | 22 juin 2019           |
|  | Salvador                   | Salvador                   | 26                         | 26                         |                        |          | 22 juin 2019           | 22 juin 2019           | 22 juin 2019           | 22 juin 2019           |
|  | Salvador                   | Salvador                   | 26                         | 26                         |                        |          | 22 juin 2019           | 22 juin 2019           | 22 juin 2019           | 22 juin 2019           |
|  | Équateur                   | Équateur                   | 59                         | 59                         |                        |          | 22 juin 2019           | 22 juin 2019           | 22 juin 2019           | 22 juin 2019           |
|  | Équateur                   | Équateur                   | 59                         | 59                         | Équateur               | Équateur | 59                     | 59                     |                        |                        |
|  | 21 juin 2019               |                            |                            |                            | Équateur               | Équateur | 59                     | 59                     |                        |                        |
|  |                            |                            | Brésil                     | Brésil                     | 47                     | 47       |                        |                        |                        |                        |
|  | Mexique                    | Mexique                    | Brésil                     | Brésil                     | 47                     | 47       | 39                     | 39                     |                        |                        |
|  | Mexique                    | Mexique                    |                            |                            |                        |          |                        | 39                     |                        |                        |
|  | Brésil                     | Brésil                     | 49                         | 49                         |                        |          |                        |                        |                        |                        |
|  | Brésil                     | Brésil                     | 49                         | 49                         | Match pour la 7e place |          |                        |                        |                        |                        |
|  |                            |                            |                            |                            |                        |          |                        |                        |                        |                        |
|  | 22 juin 2019               |                            |                            |                            |                        |          |                        |                        |                        |                        |
|  | Salvador                   | Salvador                   | 38                         | 38                         |                        |          |                        |                        |                        |                        |
|  | Salvador                   | Salvador                   | 38                         | 38                         |                        |          |                        |                        |                        |                        |
|  | Mexique                    | Mexique                    | 61                         | 61                         |                        |          |                        |                        |                        |                        |
|  | Mexique                    | Mexique                    | 61                         | 61                         |                        |          |                        |                        |                        |                        |

## Classement final
| Place                        | Équipe     | Vict.-Déf. |
| ---------------------------- | ---------- | ---------- |
| Médaille d'or, Amérique      | États-Unis | 6 - 0      |
| Médaille d'argent, Amérique  | Canada     | 5 - 1      |
| Médaille de bronze, Amérique | Chili      | 4 - 2      |
| 4                            | Porto Rico | 3 - 3      |
| 5                            | Équateur   | 3 - 3      |
| 6                            | Brésil     | 2 - 4      |
| 7                            | Mexique    | 2 - 4      |
| 8                            | Salvador   | 0 - 6      |

- Qualification pour la Coupe du Monde U17 2020[1]

## Leaders statistiques

### Points
| Place | Nom                | Équipe     | PPM  |
| ----- | ------------------ | ---------- | ---- |
| 1     | Fernanda Ovalle    | Chili      | 17,8 |
| 2     | Payton Verhulst    | États-Unis | 14,5 |
| 3     | Blanca Quiñónez    | Équateur   | 14,2 |
| 4     | Sonia Citron       | États-Unis | 13,3 |
| 4     | Mariana Valenzuela | Mexique    | 13,3 |

### Rebonds
| Place | Nom                | Équipe     | RPM  |
| ----- | ------------------ | ---------- | ---- |
| 1     | Mariana Valenzuela | Mexique    | 15,3 |
| 2     | Lauren Betts       | États-Unis | 13,5 |
| 3     | Fernanda Ovalle    | Chili      | 13,0 |
| 4     | Samy Bacilio       | Équateur   | 9,0  |
| 5     | Silvia Vega        | Salvador   | 8,3  |

### Passes décisives
| Place | Nom                    | Équipe     | PDPM |
| ----- | ---------------------- | ---------- | ---- |
| 1     | Olivia Miles           | États-Unis | 7,5  |
| 2     | Saylor Poffenbarger    | États-Unis | 3,7  |
| 2     | Kira Rice              | États-Unis | 3,7  |
| 4     | Catalina Valenzuela    | Chili      | 3,3  |
| 5     | Paola Arredondo Oaxaca | Mexique    | 2,8  |

### Contres
| Place | Nom                    | Équipe     | CPM |
| ----- | ---------------------- | ---------- | --- |
| 1     | Mariana Valenzuela     | Mexique    | 2,7 |
| 2     | Lauren Betts           | États-Unis | 2,5 |
| 3     | Fernanda Ovalle        | Chili      | 2,0 |
| 3     | Paulina Vaicekauskas   | Équateur   | 2,0 |
| 5     | Paola Arredondo Oaxaca | Mexique    | 1,7 |
| 5     | Silvia Vega            | Salvador   | 1,7 |

### Interceptions
| Place | Nom                            | Équipe     | IPM |
| ----- | ------------------------------ | ---------- | --- |
| 1     | Blanca Quiñónez                | Équateur   | 3,8 |
| 2     | Sonia Citron                   | États-Unis | 3,2 |
| 3     | Saylor Poffenbarger            | États-Unis | 2,7 |
| 3     | Amanda Jasmine Williams Segura | Salvador   | 2,7 |
| 5     | Brenda Bleidão                 | Brésil     | 2,5 |
| 5     | Fernanda Ovalle                | Chili      | 2,5 |

### Évaluation
| Place | Nom                | Équipe     | EPM  |
| ----- | ------------------ | ---------- | ---- |
| 1     | Lauren Betts       | États-Unis | 24,2 |
| 2     | Fernanda Ovalle    | Chili      | 22,3 |
| 3     | Mariana Valenzuela | Mexique    | 20,2 |
| 4     | Sonia Citron       | États-Unis | 17,2 |
| 5     | Janiah Barker      | États-Unis | 14,3 |

## Récompenses
MVP de la compétition (meilleure joueuse) Payton Verhulst
Meilleur cinq de la compétition
- Fernanda Ovalle
- Payton Verhulst
- Sonia Citron
- Isaline Alexander
- Lauren Betts